# Blofeld (Reichelsheim)
Blofeld ist ein Stadtteil von Reichelsheim im hessischen Wetteraukreis.

## Geographie
Blofeld liegt in der Wetterau und ist der östlichste Stadtteil von Reichelsheim. Durch den Ort führt die Landesstraße 3187. Im Osten verläuft die Bundesautobahn 45.

## Geschichte
Die älteste erhaltene Erwähnung des Ortes stammt aus der Zeit um 1160 als Blafelt.
Wieder erschien der Name bei einem Verkauf von Besitzungen derer „von Blafeld“ an das Kloster Arnsburg. Die Kirche, heute die evangelische Pfarrkirche, erfuhr 1349 eine urkundliche Erwähnung. Im Dreißigjährigen Krieg wurde der Ort verwüstet und entvölkert. Mitte des 17. Jahrhunderts kam der Ort unter die Herrschaft des Landgrafen Wilhelm Christoph (Hessen-Homburg) (1625–1681), der die Höfe wieder besiedeln und bewirtschaften ließ.

Blofeld gehörte zum Amt Bingenheim. Die Ämter-Struktur wurde im Großherzogtum Hessen 1821 aufgelöst. 
 Die bisher von den Ämtern wahrgenommenen Aufgaben wurden Landräten (zuständig für die Verwaltung) und Landgerichten (zuständig für die Rechtsprechung) übertragen. Blofeld kam so zum Landratsbezirk Nidda und zum Landgericht Nidda. Die gerichtliche Zuständigkeit wechselte 1879 zum Amtsgericht Nidda, die verwaltungsmäßige zum Altkreis Büdingen. Im Zuge der Gebietsreform in Hessen wurde Blofeld zum 1. Februar 1972 mit der Gemeinde Heuchelheim, ebenfalls aus dem Kreis Büdingen, sowie den Gemeinden Beienheim und Dorn-Assenheim aus dem Altkreis Friedberg, mit der Stadt Reichelsheim zusammengeschlossen. Am 1. August 1972 kam noch Weckesheim hinzu.

## Bevölkerung
Einwohnerstruktur 2011
Nach den Erhebungen des Zensus 2011 lebten am Stichtag dem 9. Mai 2011 in Blofeld 463 Einwohner. Darunter waren 18 (3,9 %) Ausländer. Nach dem Lebensalter waren 63 Einwohner unter 18 Jahren, 171 zwischen 18 und 49, 120 zwischen 50 und 64 und 102 Einwohner waren älter. Die Einwohner lebten in 204 Haushalten. Davon waren 60 Singlehaushalte, 66 Paare ohne Kinder und 60 Paare mit Kindern, sowie 18 Alleinerziehende und keine Wohngemeinschaften. In 39 Haushalten lebten ausschließlich Senioren und in 126 Haushaltungen lebten keine Senioren.
Einwohnerentwicklung
| Blofeld: Einwohnerzahlen von 1834 bis 2022 | Blofeld: Einwohnerzahlen von 1834 bis 2022 | Blofeld: Einwohnerzahlen von 1834 bis 2022 | Blofeld: Einwohnerzahlen von 1834 bis 2022 | Blofeld: Einwohnerzahlen von 1834 bis 2022 |
| --- | ------------------------------------------ | ------------------------------------------ | ------------------------------------------ | ------------------------------------------ |
| Jahr |                                            |                                            |                                            | Einwohner                                  |
| 1834 | 1834                                       |                                            | 254                                        | 254                                        |
| 1840 | 1840                                       |                                            | 378                                        | 378                                        |
| 1846 | 1846                                       |                                            | 295                                        | 295                                        |
| 1852 | 1852                                       |                                            | 282                                        | 282                                        |
| 1858 | 1858                                       |                                            | 269                                        | 269                                        |
| 1864 | 1864                                       |                                            | 284                                        | 284                                        |
| 1871 | 1871                                       |                                            | 271                                        | 271                                        |
| 1875 | 1875                                       |                                            | 252                                        | 252                                        |
| 1885 | 1885                                       |                                            | 266                                        | 266                                        |
| 1895 | 1895                                       |                                            | 294                                        | 294                                        |
| 1905 | 1905                                       |                                            | 206                                        | 206                                        |
| 1910 | 1910                                       |                                            | 202                                        | 202                                        |
| 1925 | 1925                                       |                                            | 253                                        | 253                                        |
| 1939 | 1939                                       |                                            | 207                                        | 207                                        |
| 1946 | 1946                                       |                                            | 341                                        | 341                                        |
| 1950 | 1950                                       |                                            | 317                                        | 317                                        |
| 1956 | 1956                                       |                                            | 262                                        | 262                                        |
| 1961 | 1961                                       |                                            | 229                                        | 229                                        |
| 1967 | 1967                                       |                                            | 225                                        | 225                                        |
| 1970 | 1970                                       |                                            | 228                                        | 228                                        |
| 1980 | 1980                                       |                                            | ?                                          | ?                                          |
| 1990 | 1990                                       |                                            | ?                                          | ?                                          |
| 2000 | 2000                                       |                                            | ?                                          | ?                                          |
| 2011 | 2011                                       |                                            | 463                                        | 463                                        |
| 2022 | 2022                                       |                                            | 459                                        | 459                                        |
| Datenquelle: Historisches Gemeindeverzeichnis für Hessen: Die Bevölkerung der Gemeinden 1834 bis 1967. Wiesbaden: Hessisches Statistisches Landesamt, 1968. Weitere Quellen: LAGIS; Zensus 2011; 2022 |                                            |                                            |                                            |                                            |

Historische Religionszugehörigkeit
| • 1961: | 191 evangelische (= 83,41 %), 35 katholische (= 15,28 %) Einwohner |

## Sehenswürdigkeiten
- Gesamtanlage Blofeld
- Friedberger Straße 11, ehemaliges Schul- und Rathaus
- Kirchstraße 4, evangelische Pfarrkirche
- Niddaer Straße 1, 4, 5–7, 8, 9, 10, 13, 17, 19, 21, 22, 23, 25
- Brunnen in der Niddaer Straße
- Deutschlands dickster und ältester Kirschbaum (siehe Liste der dicksten Obstbäume in Deutschland)

Daneben gilt „Der wilden Frau Gestühl“ als Sehenswürdigkeit. Dabei handelt es sich um einen 2,50 Meter langen und 1,50 Meter breiten Basaltblock mit drei künstlichen Vertiefungen im Wald am Hohen Berg zwischen Blofeld und Dauernheim. Man vermutet dahinter einen altgermanischen Kultplatz oder den Sitz und das Heiligtum keltischer Priester.

## Wirtschaft und Infrastruktur
Die südwestlich des Ortes gelegene ehemalige Mülldeponie ist inzwischen rekultiviert. Mitten im Dorf steht die evangelische Pfarrkirche. In der Gemarkung Blofeld sind 177 ha Wald gelegen.

## Verkehr
Der öffentliche Personennahverkehr wird durch die Buslinien FB03 und 210 sichergestellt.